# Усадьба Быково
Усадьба Быко́во (реже — Ма́рьино) — усадебный комплекс в парке подмосковного села Быково, Раменский городской округ. Выдающийся образец русской архитектуры и Садово-Паркового искусства эпохи императора Николая I. Построен по проектам архитекторов Василия Баженова, Матвея Казакова и Бернара Симона, принадлежал представителям влиятельных семей российского дворянства. Территория усадьбы и прилегающего к ней парка занимает примерно 30 га.

## История
Усадьба Быково имеет длинную историю, она сменила несколько владельцев из знаменитых российских фамилий. Согласно некоторым источникам, первое упоминание о селе Быково находится в духовной грамоте Дмитрия Донского — завещании, составленном перед Куликовской битвой. По другим сведениям — о селе впервые сказано во времена Ивана Грозного, в документах после захвата Казани.

### Этимология
Считается, что название села «Быково» произошло от скотопрогонного пункта, который когда-то находился в этой местности. На её лугах откармливали скот перед перегонкой в Москву, по другим данным — скот забивали и в столицу отправляли уже разделанное мясо.

### Период Воронцовых
Первым владельцем села Быково из рода Воронцовых был воевода Илларион — он получил его в подарок от Петра I за заслуги перед Отечеством. От Иллариона село переходило к наследникам фамилии Воронцовых до середины XVIII века. Екатерина Романовна Воронцова-Дашкова, Михаил Илларионович Воронцов, Иван Илларионович Воронцов и многие другие представители семьи Воронцовых играли важные роли в судьбе Российской империи.

### Период Измайловых
Во второй половине XVIII века Воронцовы были в опале и Екатерина II пожаловала быковские земли Михаилу Михайловичу Измайлову — участнику переворота 1762 года и московскому главнокомандующему. При нём усадьбу решено было реконструировать, потому что в прежнем состоянии она «не произвела на императрицу совершенно никакого впечатления». Измайлов был главой Кремлёвской экспедиции дворцовых строений и много лет сотрудничал с первым архитектором подмосковного Царицыно Василием Баженовым. Это даёт основания полагать, что именно Баженов начинал возводить первые каменные постройки в Быково. Известный краевед, исследователь усадебного искусства Алексей Греч отмечал значительное стилевое сходство этого ансамбля в его планировки с другими знаменитыми творениями Баженова. Документального подтверждения авторства не сохранилось, что указывает на незавершённость первоначального замысла. Этому способствовал конфликт императрицы и архитектора в Царицыно, когда Екатерина II наказала Баженова за связь с наследником Павлом и масонским орденом, отлучила его от всех проектов и приказала снести уже возведённый по его плану дворцовый комплекс, что повлекло отставку Баженова и от других строек, в том числе и в усадьбах приближённых ко двору лиц.
В этот период стал формироваться каменный ансамбль усадьбы — дворец, несохранившийся павильон Эрмитаж,  церковь Владимирской иконы Божьей Матери, объединённые пейзажным парком. Для строительства новой усадьбы полностью изменили рельеф местности — выкопали три пруда и из полученной земли, как считается, укрепили большой холм, на котором был заложен новый главный дом. В парке были расположены многочисленные сооружения элементы: беседки, скульптуры, был устроен большой сад к северу от дома и воздушный театр. Кроме того, Быково включало в себя многочисленные хозяйственные постройки: дома для слуг, конюшню, кузницу, ферму и оранжереи. С точки зрения архитектуры, усадебный комплекс соединил в себе направления своего времени — классицизм, русскую готику и стиль Людовика XVI.
Одним из важнейших сооружений ансамбля был несохранившийся парковый павильон — Эрмитаж. Искусствовед Греч так описывает его:

Эрмитаж — небольшая двухэтажная постройка со стенами, расчлененными пилястрами, с изящными наличниками окон и фризом со скульптурными гирляндами — являлся типом тех, довольно редких в усадьбах сооружений, которые восходят к французскому академизму XVIII века в его изящном и грациозном варианте, известном под названием стиля Людовика XVI.
Как выглядел главный дом усадьбы при Измайлове — неизвестно, хотя часть его конструкций включены в состав нынешнего дворца. Ничего не сохранилось и из отделки его интерьеров, для которых в 1797 году Измайлов пригласил известного декоратора Джованни Скотти.

#### Церковь Владимирской иконы Божьей Матери
Михаил Измайлов был счастливо женат на Марии Александровне Нарышкиной, внучатой племяннице императрицы Елизаветы Петровны. В честь супруги владельца, село и усадьба Быково получили своё второе название — Марьино. Мария Александровна умерла в 1780 году, к 1789 году в память о ней была возведена белокаменная Владимирская церковь. Вероятно, проект принадлежал Баженову, однако непосредственным исполнителем выступал Матвей Казаков. На фасаде церкви архитектор расположил барельефы с изображением небесных покровителей Михаила Михайловича и Марии Александровны.
Из памятников русского классицизма церковь в Быково является исключительным памятником, достойным включения в список Всемирного наследия. Эти качества храма отмечали многие историки искусства. По храму существует обширный комплекс литературы.. Первый этаж с престолом Рождества Христова был построен в 1783 году. В 1788 году был достроен второй этаж с приделом в честь иконы Божией Матери «Владимирская», давший название церкви. Этот храм имеет уникальную овальную форму и принадлежит к редким образцам неоготического стиля. Две наружных изогнутых лестницы гармонично сочетаются с парными башнями-колокольнями по сторонам центрального фасада. Учёный-искусствовед, профессор Московского университета Михаил Андреевич Ильин так описывает здание церкви:

«…несмотря на свои относительно большие размеры, церковь в Быкове выглядит удивительно лёгкой, изящной, словно садовый павильон»
Примерно в 1830-х годах рядом с церковью Рождества Христова была построена колокольня, авторство которой присваивают ученику Казакова Ивану Таманскому.

## Возвращение к Воронцовым
Измайлов не оставил наследников по мужской линии, поэтому после его смерти и его супруги усадьба Быково снова перешла к Воронцовым через брак с его племянницей (крестницей) Ириной, вышедшей замуж за Иллариона Ивановича Воронцова. Полноценным новым хозяином усадьбы с 1800 года стал известный дипломат Иван Илларионович (1790-1854) — владелец знаменитой воронцовской усадьбы Андреевское, который впоследствии получил личное разрешение императора Александра I носить двойную фамилию — Воронцов-Дашков по просьбе своей родной тётки княгини Е. Р. Дашковой.
Первые десятилетия XIX века усадьба пребывала в запущенном состоянии — парк одичал, многие деревья были вырублены французами в 1812 году, разорению подвергся и главный дом, в котором после никто не жил.
Вначале 1840-х Иван Илларионович начал реконструкцию усадьбы, для чего пригласил в Быково модного швейцарского архитектора Бернара Симона. На проект были выделены значительные средства — мать нового владельца, Ирина Ивановна Воронцова-Дашкова, стремилась в богатстве и красоте усадьбы превзойти императорскую Графскую Славянку, которую изначально семья Воронцовых-Дашковых собиралась приобрести.
Архитектор Симон разработал проект перестройки главного дома в духе эклектики, напоминая свои видом замок, каждый из четырёх фасадов здания был оформлен индивидуально. Главный вход с пристроенным фойе барочной лестницы и подъездом для карет был расположен на северной стороне. Южный фасад с балюстрадой выходит на реку и украшен пилястрами и классическими колоннами с кариатидами. В западной части дома была выстроена башня с часовым механизмом и обсерваторией. Восточный фасад выходит окнами на парк и во многом отмечал в себе черты женской половины, чему служил тамбур-балкон. На аттике северного и южного фасадов в аттике был помещён белокаменный герб Воронцовых-Дашковых: щит, в верхней части которого расположены ангелы и пушки — геральдические символы князей Дашковых, в нижней части — лилии и розы, символика фамилии Воронцовых. В основании герба на латыни написан девиз семьи: «Semper immota fides», в русском переводе — «Верность всегда непоколебима».
Зодчий изменил назначение большей части помещений и полностью переоформил интерьер. В основном он был решён на стыке английской неоготики и итальянского Ренессанса, однако изобилие декоративных элементов отсылает к рококо. Во дворце сложилась богатая коллекция предметов искусства: под потолком нового обеденного зала расположили фриз с портретами представителей рода Воронцовых, вдоль парадной лестницы были расположены скульптуры, декоративные камины имели уникальную резную отделку. Помимо художественных ценностей, во дворце была обширная библиотека.
Реконструкции подвергся и усадебный парк: была полностью изменена его трассировка, выкопали новый пруд перед павильоном Эрмитажа, реконструировали оранжереи конца XVIII века.
Также благодаря работе Симона в усадьбе появилась Швейцарская ферма. Она располагалась на берегу реки Быковка, недалеко от места святого источника, где русло реки делает крутой поворот. Сейчас на месте фермы, построенной в XIX веке Бернаром Симоном, располагается торговый центр "Ривьер", а рядом с бывшими пастбищными угодьями проходит улица Федотова города Жуковский.
Владения Воронцовых-Дашковых простирались далеко на восток от усадебного дома. Когда швейцарский мастер Бернар Симон взялся за перестройку главного дома для новых хозяев, под его руководством было создано и несколько новых хозяйственных корпусов и сооружений. В их числе была и швейцарская ферма. Логично предположить, что название ферма носила в соответствии с происхождением её архитектора и функционировала в традициях швейцарского хозяйства.
Молочное производство фермы, пожалуй, являлось основной отраслью. Учитывая большие размеры территории владений Воронцовых-Дашковых, поголовье дойных коров могло насчитывать около 60-80 особей, обновляемых своим приплодом. Молоко поставлялось в Москву по железной дороге. Так же на ферме взбивали масло и изготавливали несколько видов сыра по швейцарской рецептуре.
На скотном дворе выращивали и  породистых поросят.
В угодьях засевался овёс, кукуруза, озимая рожь, корнеплоды. Довольно большая часть лугов состояла из травы на сено и выгон.
Известно, что на швейцарской ферме в Быково производили прекрасное вино, которое потом доставляли в винный погреб во дворец и подавали на стол во время званых обедов. Виноград выращивался предположительно в большой оранжерее. Оранжереи так же приносили хороший доход.
« От въезда в усадьбу шла аллея к большому дому, по одной стороне её тянулись оранжереи и теплицы, и я помню, что они были полны ананасов и персиков; по другую сторону аллеи шли огромные огороды клубники и разных ягод»
  (Описание усадьбы в мемуарах М.К. Морозовой — учредительницы московского Религиозно-философского общества и владелицы издательства «Путь»

## Ильины
Последними владельцами Быково были отец и сын Ильины. Николай Иванович Ильин — инженер, совладелец первой российской частной железнодорожной компании Казанской железной дороги, купил усадьбу и село у Иллариона Воронцова-Дашкова в 1874 году.
Описание усадьбы в этот период сохранилось в мемуарах Маргариты Кирилловны Морозовой — учредительницы московского Религиозно-философского общества и владелицы издательства «Путь»:

Быково было тогда чудной усадьбой. Там был чудный дом-дворец (постройка Баженова) вроде замка, из красного кирпича, отделанного белым камнем. Кругом дома шли огромные террасы, а в доме были огромные красивые комнаты. Он стоял высоко на горе, внизу был пруд, на другой стороне которого стояла белая с колоннами старинная беседка «Эрмитаж». Кругом был большой парк, который спускался к Москва-реке. От въезда в усадьбу шла аллея к большому дому, по одной стороне ее тянулись оранжереи и теплицы, и я помню, что они были полны ананасов и персиков; по другую сторону аллеи шли огромные огороды клубники и разных ягод.
С 1891 года и до Революции 1917 года усадьба принадлежала сыну Ильина, историку Андрею Николаевичу. В Быкове прошло детство внука Николая Ильина — Михаила, который впоследствии стал выдающимся историком архитектуры и знатоком творчества Баженова. Андрею Николаевичу Ильину принадлежит заслуга записать воспоминания местных крестьян о старой усадьбе Быково до её реконструкции в 1840-е гг.

## XX век
После революции усадьба была национализирована. С 1920-х в ней находилась детская колония, позднее — школа подрывников. Постепенно были расхищены предметы интерьера и собрание библиотеки, внутренняя отделка интерьеров I этажа - искажена (разобраны камины), а второго этажа - полностью утрачена. Некоторые предметы искусства были переданы в музейный фонд и в Раменский музей, но впоследствии и многие из них были утрачены — например, до сих пор не найден предположительно проданный за границу портрет княгини Воронцовой-Дашковой кисти Дмитрия Левицкого. После 1930 года был разрушен Эрмитаж, исчезли обелиск в честь Екатерины II и колонна Павла I, разобраны конюшня, грот и гротесковый мост. Уже в послевоенное время был перестроен и кухонный флигель по проекту архитектора Матвея Казакова, утративший ряд ценных архитектурных деталей из белого камня.
После Великой Отечественной войны усадьбу с парком передали в ведение 4-го Управления Минздрава СССР. Под его руководством в Быково более тридцати лет работал туберкулёзный санаторий. Из неофициального опроса медицинского персонала известно, что открытую форму туберкулёза лёгких в санатории «Быково» перестали лечить в 1966 году. С тех пор в санатории проходили реабилитацию больные туберкулёзом кости — закрытой, не заразной формой болезни. В усадебном дворце располагались библиотека и зал лечебной физкультуры, а также профилактические кабинеты, включая медицинский архив учреждения. Палаты с больными были расположены в остальных корпусах санатория, которые представляют собой временные деревянные домики. В середине 1980-х годов туберкулёзный санаторий ещё действовал, но территория усадьбы была открыта для доступа всем желающим. Из парковых построек к тому времени на территории усадьбы сохранилась только одна белокаменная ротонда на островке посреди второго (круглого) пруда и остатки оранжерей.
В 1960 году Совет Министров РСФСР постановил присвоить усадебному комплексу статус памятника республиканского значения. С середины 1960-х годов в усадьбе начались реставрационные работы под руководством треста «Мособлстройреставрация». Его сотрудники в 1975 году создали проект зонирования и охраны усадьбы, а в 1980-е годы — проект воссоздания парка и разрушенных построек. Из-за отсутствия финансирования эти проекты не были реализованы. Вскоре, в годы перестройки, были утрачены ряд фрагментов утраченных сооружений, в том числе и центральный зал оранжерейного павильона ради строительства частного дома.

## XXI век
Долгое время представители СМИ не допускались в усадьбу под предлогом того, что её территория будет оставаться контаминирована палочкой Коха ещё 25 лет. По информации Мосимущества, в 2015 году усадьбу должны были выставить на аукцион «с указанием особых условий использования объекта». Представители ВООПИиК выразили тревогу за сохранность усадьбы — дворец и церковь находятся в запустении, поддерживаются только силами местных волонтёров. Под руководством социолога и в рамках дипломной работы Марии Александровны Мариной была разработана концепция приспособления  усадьбы Быково в культурно-туристический и просветительский центр.  До реализации концепция не была доведена из-за бюрократических сложностей: территория парка, коммуникации и здания усадебного комплекса принадлежат разным ведомствам, ни одно из которых не берёт на себя ответственность за сохранение и реставрацию памятника. Значительную роль по общественной инициативе возрождения усадьбы начали вести тележурналист и ландшафтный дизайнер Вита Бунина и историк архитектуры Илья Путятин, благодаря деятельности которых в 2016 году удалось предотвратить многочисленные акты вандализма со стороны неустановленных лиц, а также добиться привлечения внимания к усадьбе со стороны краеведов, историков и специалистов со стороны культурной общественности. Также в соавторстве с Путятиным И.Е. в 2017 году вышла книга под общим заглавием «Архитектор Баженов в Жуковском», часть которой была посвящена материалам по изучению усадьбы, проведённых в рамках проектных и исследовательских работ.
В 2021 году популярный блогер Дмитрий Масленников посетил дворец для съёмок своего проекта по исследованию аномальных, паранормальных и мистических мест «GhostBuster». После этого посещения и выпуска серии на Ютуб канале, в течение нескольких месяцев, по словам охраны, во дворец и кухню были регулярные проникновения молодёжи, которая верит в привидения. Дмитрий не упомянул в своём выпуске, что в усадьбе есть постоянно живущая охрана, в своей передаче он назвал усадьбу "заброшенной". Выламывались двери и окна. Был нанесён многократный урон усадебным постройкам.
В июне 2021 года «Российская газета» (со ссылкой на Агентство по управлению и использованию памятников истории и культуры) сообщила, что усадьбу Быково, переданную ранее в федеральную собственность, восстановит предприниматель Андрей Ковалёв, которому усадьба возможно могла быть передана на правах аренды по губернаторской программе «Усадьбы Подмосковья», действующей с 2013 года и обязывающей арендатора в течение семи лет провести реставрационные работы с сохранением исторического облика здания, после чего начинает действовать льготная арендная ставка — один рубль за квадратный метр. Тем не менее, эта новость не нашла своего подтверждения, хотя сам предприниматель приезжал в усадьбу, но от предложения отказался. По сей день у усадьбы нет хозяйствующего собственника.
Между 2016 и 2022 годом в усадебный парк начался свободный доступ посетителей.
На протяжении последних лет из волонтёрского движения выделилась группа, выступающая под название SAVEBYKOVO https://savebykovo.ru/ , занимающийся сохранением и привлечением внимания к судьбе выдающегося памятника архитектуры Подмосковья усадьбы Быково. Помимо субботников, проводимых несколько раз в год, в основном проводятся бесплатные культурные мероприятия в усадьбе: небольшие тематические фестивали, концерты, прогулки с гидами, мастер-классы для детей и взрослых.
Мероприятие проводятся при поддержке администрации Раменского ГО и федерального агентства АУИПиК . В ноябре 2021 года волонтёрский проект SAVEBYKOVO , в лице Александра Лукина, стали во второй раз лауреатами премии губернатора Подмосковья. Полученные средства расходуются на расчистку 30 га усадебного парка и на работы по уходу за территорией и её облагораживанию.
31 июля 2021 года в здании главного дома усадьбы прошла первая публичная лекция искусствоведа Бориса Бочарникова об архитекторе Б.Симоне, организованная волонтёрским движением. Им были продемонстрированы вновь выявленные в швейцарском архиве потомков архитектора чертежи по дворцу и утраченным постройкам усадьбы, аналогичных которых нет в российских музейных собраниях.
В сентябре 2021 года сотрудники телеканала "Пятница" были обвинены одной из групп участников волонтёрского движения по сохранению подмосковной усадьбы в разгроме усадьбы Быково во время съёмок шоу "Пацанки". Телеканал «Пятница» публично принёс извинения, за то что ситуация во время съёмок вышла из под контроля.